# Pascal Dupuis
Pascal Dupuis, född 7 april 1979 i Laval, Québec, är en kanadensisk före detta professionell ishockeyspelare som tidigare har spelat i NHL med Minnesota Wild, New York Rangers, Atlanta Thrashers och senast Pittsburgh Penguins.
Pascal Dupuis blev aldrig draftad av något NHL-lag utan skrev 2000 på för Minnesota Wild som free agent. Han spelade i Minnesota fram till och med 2006 då han blev bortbytt till New York Rangers mot Adam Hall. Men efter sex matcher på Manhattan flyttade han till Atlanta Thrashers där han stannade till februari 2008 då Pittsburgh Penguins bytte till sig honom för att förstärka truppen inför Stanley Cup-slutspelet 2008, där Pittsburgh senare förlorade i finalen mot Detroit Red Wings med 4-2 i matcher. Men Dupuis och Penguins fick revansch året efter då de återigen mötte Red Wings i finalen och vann finalserien med 4-3 i matcher.